# Герхард Майер
Герхард Майер (на немски: Gerhard Meier) е швейцарски писател, автор на романи и стихотворения.

## Биография
Герхард Майер израства в общността Нидербип в кантона Берн, където прекарва почти целия си живот. Тъй като желанието му да стане архитект не се осъществява, Майер започва обучение по високо строителство в техникума в Бургдорф. Прекъсва следването си и започва работа във фабрика за електроуреди. Остава на това място през следващите 33 години – с прекъсване заради военната си служба през Втората световна война. Работи във фабриката като дизайнер и накрая като технически ръководител.
Още по време на обучението си Майер прави първите си писателски опити, които напълно изоставя с навлизането в професионалния живот.
Започва отново заниманията си с литература и с писане едва през 1957 г., когато поради туберкулозно заболяване трябва да прекара известно време в санаториум. През 1964 г. излиза първата му стихосбирка, последвана от други публикации. През 1971 г. Майер напуска работата в промишлеността и заживява в Нидербип като писател на свободна практика.
Герхард Майер създава стихотворения, кратка проза и романи, в които личните преживявания по своеобразен начин се преплитат с фантазии. В очертаването на местни, всекидневни и „провинциални“ (в най-добрия смисъл) събития писателят достига до поетически наблюдения, които напомнят творбите на Роберт Валзер и Адалберт Щифтер.
Герхард Майер умира в болницата в Лангентал на 22 юни 2008 г. – два дни след 91-вия си рожден ден.

## Награди и отличия
- 1964: Förderpreis des Kantons Bern
- 1968: Förderpreis des Kantons Bern
- 1971: Förderpreis des Kantons Bern
- 1975: Förderpreis des Kantons Bern
- 1978: „Литературна награда на Берн“
- 1981: Grosser Literaturpreis des Kantons Bern
- 1983: „Награда Петрарка“
- 1986: „Награда на Швейцарска Фондация „Шилер““ за цялостно творчество
- 1991: „Награда Фонтане“
- 1991: „Награда Херман Хесе“
- 1992: Solothurner Kunstpreis
- 1994: „Награда Готфрид Келер“
- 1994: Großkreuz des Päpstlichen Silvesterordens
- 1999: „Награда Хайнрих Бьол“
- 2015: Hörspiel des Monats Februar 2015 für Ob die Granatbäume blühen